# Hrabstwo Lee (Georgia)

Piramida wieku hrabstwa

Hrabstwo Lee – hrabstwo w USA, w stanie Georgia. Jego siedzibą administracyjną i największym miasteczkiem jest Leesburg.

## Miejscowości
- Leesburg
- Smithville

## Sąsiednie hrabstwa
- Hrabstwo Sumter (północ)
- Hrabstwo Crisp (północny wschód)
- Hrabstwo Worth (wschód)
- Hrabstwo Dougherty (południe)
- Hrabstwo Terrell (zachód)

## Demografia
Według spisu z 2020 roku liczy 33,2 tys. mieszkańców, co oznacza wzrost o 17,2% w porównaniu z poprzednim spisem z roku 2010. Według danych pięcioletnich z 2021 roku 70,4% to biali (67,5% nie licząc Latynosów), 25% czarnoskórzy lub Afroamerykanie, 2,6% Azjaci, 1,5% miało rasę mieszaną i 0,4% to rdzenna ludność Ameryki. Latynosi stanowili 3,6% populacji hrabstwa.

## Religia
W 2020 roku największą grupę pod względem członkostwa stanowią protestanci, zwłaszcza baptyści (4,4 tys.), ewangelikalni bezdenominacyjni (2,8 tys.), zielonoświątkowcy (ponad 1,5 tys.) i metodyści (1 tys.). Z innych religii była obecna grupa świadków Jehowy (0,5 tys.).

## Polityka
Hrabstwo jest silnie republikańskie, gdzie w wyborach prezydenckich w 2020 roku, 71,8% głosów otrzymał Donald Trump i 27,3% przypadło dla Joe Bidena. 